# Mirae (ban nhạc)
Mirae (tiếng Hàn: 미래소년; tiếng Nhật: ミレ; Romaja: Miraesonyeon; nghĩa đen là Future Boys; thường được viết cách điệu là MIRAE), là một nhóm nhạc nam Hàn Quốc được thành lập bởi DSP Media. Nhóm bao gồm 7 thành viên: Lien, Junhyuk, Dohyun, Khael, Dongpyo, Siyoung và Yubin. Họ ra mắt vào ngày 17 tháng 3 năm 2021, với đĩa mở rộng (EP) Killa và chính thức tan rã vào ngày 9 tháng 7 năm 2024, chỉ còn Son Dongpyo ở lại công ty, trong suốt sự nghiệp nhóm, nhóm đã phát hành năm đĩa mở rộng và sáu đĩa đơn bằng tiếng Hàn và một đĩa bằng tiếng Nhật.

## Lịch sử

### 2021: Chính thức ra mắt với"Killa"
Vào ngày 22 tháng 2 năm 2021, DSP Media thông báo rằng đĩa mở rộng (mini album) đầu tay của nhóm, Killa , sẽ được phát hành vào ngày 17 tháng 3.  Sau đó, họ ra mắt cùng với ca khúc chủ đề và video âm nhạc cho "Killa" vào ngày 17 tháng 3.
Vào ngày 9 tháng 8, MIRAE đã công bố đĩa mở rộng (mini album) thứ hai của họ, Splash , dự kiến phát hành vào ngày 25 tháng 8

### 2022: "Marvelous", "Ourturn", "Snow Prince" và sự gián đoạn của Lien
Vào ngày 1 tháng 1 năm 2022, MIRAE đã công bố mini album thứ ba của họ, Marvelous , dự kiến phát hành vào ngày 12 tháng 1.
Vào ngày 13 tháng 9, MIRAE đã công bố mini album thứ tư của họ, Ourturn , dự kiến phát hành vào ngày 28 tháng 9.
Vào ngày 7 tháng 12, MIRAE đã công bố đĩa đơn đặc biệt của họ, " Snow Prince ", dự kiến phát hành vào ngày 20 tháng 12. Vào ngày 19 tháng 12, DSP Media thông báo rằng Lien sẽ tạm dừng hoạt động trong hai tuần vì anh đã được chẩn đoán mắc bệnh u dây thanh quản và sẽ phải điều trị và nghỉ ngơi.

### 2023: Junhyuk tạm ngưng hoạt động,"Boy will be Boy"
Vào ngày 15 tháng 5 năm 2023, DSP Media thông báo rằng Junhyuk sẽ tạm dừng hoạt động sau khi bị thương ở mắt cá chân khi đang quay video ca nhạc mới của họ.
Vào ngày 3 tháng 7, MIRAE đã công bố mini album thứ năm của họ, Boys will be Boys , dự kiến phát hành vào ngày 19 tháng 7.

### 2024: Ra mắt tại Nhật Bản với"Running Up"và tuyên bố tan rã
Vào ngày 16 tháng 1 năm 2024, MIRAE đã công bố mini album tiếng Nhật đầu tiên của họ, Running Up , dự kiến phát hành vào ngày 14 tháng 2.
Vào ngày 9 tháng 7, DSP Media đã đưa ra tuyên bố thông qua Weverse tiết lộ rằng MIRAE đã chính thức tan rã sau khi 6 trong số 7 thành viên kết thúc hoạt động của họ với nhóm và chấm dứt hợp đồng độc quyền với công ty. Tuy nhiên, thành viên Son Dongpyo sẽ tiếp tục các hoạt động cá nhân của mình với DSP Media.

## Cựu thành viên
- Chú thích: In đậm là nhóm trưởng

| Nghệ danh | Nghệ danh | Tên khai sinh | Tên khai sinh | Tên khai sinh | Tên khai sinh  | Ngày sinh         | Nơi sinh                 | Quốc tịch |
| Latinh    | Hangul    | Latinh        | Hangul        | Hanja         | Hán việt       | Ngày sinh         | Nơi sinh                 | Quốc tịch |
| Lien      | 리안      | Shimada Shouu | 시마다 쇼     | 嶋田 翔       | Cao Điềm Tường | 11 tháng 3, 1998  | Osaka, Nhật Bản          | Nhật Bản  |
| Junhyuk   | 준혁      | Lee Junhyuk   | 이준혁        | 李埈赫        | Lý Tuấn Hách   | 16 tháng 5, 2000  | Seoul, Hàn Quốc          | Hàn Quốc  |
| Dohyun    | 도현      | Yoo Dohyun    | 유도현        | 柳道炫        | Du Đạo Hiển    | 25 tháng 12, 2000 | Gyeonggi, Hàn Quốc       | Hàn Quốc  |
| Khael     | 카엘      | Lee Sangmin   | 이상민        | 李尙旻        | Lý Thưởng Mẫn  | 18 tháng 1, 2002  | Gyeonggi, Hàn Quốc       | Hàn Quốc  |
| Songpyo   | 동표      | Son Dongpyo   | 손동표        | 孫東杓        | Tôn Đông Tiêu  | 9 tháng 9, 2002   | Gyeongsang Bắc, Hàn Quốc | Hàn Quốc  |
| Siyoung   | 시영      | Park Siyoung  | 박시영        | 朴視營        | Phác Thủy Anh  | 9 tháng 9, 2002   | Gyeonggi, Hàn Quốc       | Hàn Quốc  |
| Yubin     | 유빈      | Jang Yubin    | 장유빈        | 張惟賓        | Trương Duy Bân | 9 tháng 9, 2002   | Seoul, Hàn Quốc          | Hàn Quốc  |

## Danh sách đĩa nhạc

### Đĩa mở rộng (EP)
| Tiêu đề                | Chi tiết                                                                                      | Thứ hạng cao nhất     | Thứ hạng cao nhất     | Doanh số                   |
| Tiêu đề                | Chi tiết                                                                                      | KOR                   | JPN                   | Doanh số                   |
| ĐĨA MỞ RỘNG TIẾNG HÀN  | ĐĨA MỞ RỘNG TIẾNG HÀN                                                                         | ĐĨA MỞ RỘNG TIẾNG HÀN | ĐĨA MỞ RỘNG TIẾNG HÀN | ĐĨA MỞ RỘNG TIẾNG HÀN      |
| ---------------------- | --------------------------------------------------------------------------------------------- | --------------------- | --------------------- | -------------------------- |
| Killa                  | - Phát hành: Ngày 17 tháng 3 năm 2021 - Hãng đĩa: DSP Media - Định dạng: CD, digital download | 9                     | —                     | - KOR: 30,221              |
| Splash                 | - Phát hành: Ngày 25 tháng 8 năm 2021 - Hãng đĩa: DSP Media - Định dạng: CD, digital download | 5                     | —                     | - KOR: 49,900              |
| Marvelous              | - Phát hành: Ngày 12 tháng 1 năm 2022 - Hãng đĩa: DSP Media - Định dạng: CD, digital download | 4                     | 20                    | - KOR: 49,560 - JPN: 2,341 |
| Ourturn                | - Phát hành: Ngày 28 tháng 9 năm 2022 - Hãng đĩa: DSP Media - Định dạng: CD, digital download | 8                     | 15                    | - KOR: 49,188 - JPN: 2,960 |
| Boys Will Be Boys      | - Phát hành: Ngày 19 tháng 7 năm 2023 - Hãng đĩa: DSP Media - Định dạng: CD, digital download | 12                    | —                     | - KOR: 33,190              |
| ĐĨA MỞ RỘNG TIẾNG NHẬT |                                                                                               |                       |                       |                            |
| Running Up             | - Phát hàng: Ngày 14 tháng 2 năm 2024 - Hãng đĩa: RBW Japan - Định dạng: CD, digital download | —                     | 16                    | - JPN: 4,133               |

### Đĩa đơn
| Tiêu đề                                                                                            | Năm    | Thứ hạng cao nhất | Album                         |
| Tiêu đề                                                                                            | Năm    | KOR Down.         | Album                         |
| Korean                                                                                             | Korean | Korean            | Korean                        |
| -------------------------------------------------------------------------------------------------- | ------ | ----------------- | ----------------------------- |
| "Killa"                                                                                            | 2021   | —                 | Killa                         |
| "Splash"                                                                                           | 2021   | —                 | Splash                        |
| "Marvelous"                                                                                        | 2022   | 122               | Marvelous                     |
| "Drip N' Drop"                                                                                     | 2022   | 174               | Ourturn                       |
| "Snow Prince"                                                                                      | 2022   | —                 | Đĩa đơn không nằm trong album |
| "Jump! "                                                                                           | 2023   | —                 | Boys Will Be Boys             |
| Japanese                                                                                           |        |                   |                               |
| "Running Up"                                                                                       | 2024   | —                 | Running Up                    |
| "—" biểu thị các bản phát hành không lọt vào bảng xếp hạng hoặc không được phát hành ở khu vực đó. |        |                   |                               |

## Giải thưởng và đề cử
| Lễ trao giải                   | Năm  | Hạng mục                                                 | Người được đề cử/sản phẩm đề cử | Kết quả   | Tham khảo |
| ------------------------------ | ---- | -------------------------------------------------------- | ------------------------------- | --------- | --------- |
| Asia Artist Awards             | 2021 | Giải thưởng nhóm nhạc thần tượng nam được yêu thích nhất | Mirae                           | Đề cử     | [ 22 ]    |
| Asia Artist Awards             | 2021 | Giải thưởng U+ Idol Live được yêu thích nhất             | Mirae                           | Đề cử     | [ 23 ]    |
| Brand of the Year Awards       | 2021 | Giải thưởng thần tượng nam tân binh                      | Mirae                           | Đề cử     | [ 24 ]    |
| Golden Disc Awards             | 2022 | Giải thưởng Tân binh của năm                             | Mirae                           | Đề cử     | [ 25 ]    |
| Hanteo Music Awards            | 2021 | Giải thưởng Tân binh – Nhóm nam                          | Mirae                           | Đề cử     | [ 26 ]    |
| Korea First Brand Awards       | 2022 | Giải thưởng thần tượng tân binh nam                      | Mirae                           | Đoạt giải | [ 27 ]    |
| Mnet Asian Music Awards        | 2021 | Nghệ sĩ nam mới xuất sắc nhất                            | Mirae                           | Đề cử     | [ 28 ]    |
| Mnet Asian Music Awards        | 2021 | Nghệ sĩ của năm                                          | Mirae                           | Đề cử     | [ 28 ]    |
| Mnet Asian Music Awards        | 2021 | Album của năm                                            | Splash                          | Đề cử     | [ 28 ]    |
| Mnet Japan Fan's Choice Awards | 2021 | Tân binh nam của năm                                     | Mirae                           | Đoạt giải | [ 29 ]    |
| Seoul Music Awards             | 2022 | Tân binh của năm                                         | Mirae                           | Đề cử     | [ 30 ]    |
| Seoul Music Awards             | 2022 | Giải thưởng phổ biến                                     | Mirae                           | Đề cử     | [ 30 ]    |
| Seoul Music Awards             | 2022 | Giải thưởng K-wave Popularity                            | Mirae                           | Đề cử     | [ 30 ]    |